# بیدون، بارکشر
بیدون، بارکشر (به انگلیسی: Beedon) یک روستا و محله مدنی در بریتانیا است که در وست بارکشر واقع شده‌است. بیدون ۸٫۰۵ کیلومتر مربع مساحت و ۴۵۹ نفر جمعیت دارد.